# Umpah-pah (banda)
Umpah-pah fue un grupo de rock español procedente de la ciudad de Gerona (Cataluña), activo entre 1989 y 1996. Estaba liderado por Josep Puntí, por entonces bajo el nombre artístico de Adrià Puntí (voz, letra y armónica), junto con Jordi Gimbernat (guitarra), Pau Marquès (guitarra), Joan Solà Morales (bajo), Francesc Terrades (teclados) y Marc Marquès (batería). Editaron cinco discos, los tres primeros cantados en catalán y otros dos en español.

## Nombre
La banda tomó su nombre del cómic homónimo, Oumpah-pah le Peau-Rouge (Umpah-pah el piel roja), obra de Albert Uderzo y René Goscinny.

## Trayectoria
Umpah-Pah nació en 1989, en el bar Springsteen de la localidad gerundense de Amer. En otoño de ese mismo año realizaron su primera actuación, en un concurso de pop-rock de la sala Shock (Gerona). En 1990 editaron la maqueta Tomahawk, y ese mismo año empezaron a actuar como teloneros de Sopa de Cabra. En 1991, con la discográfica Salseta Discos, sacaron al mercado su primer álbum, Raons de pes, del que vendieron 10 000 copias. Este primer trabajo incluía temas reggae que se convirtieron en himnos de la banda, como Bevent passat y, sobre todo, La catximba i els rostolls d'Angelina, cuyo videoclip se grabó en Jamaica. En 1992 editaron su segundo disco, Bamboo Avenue, que alcanzó las 8.000 copias. El título del disco hacía referencia a la calle principal de Kingston, la capital de jamaicana.
En 1994 Umpah-Pah abandonaron el sello independiente catalán y ficharon por la multinacional discográfica RCA-Ariola, con la que lanzaron simultáneamente dos álbumes: Bordell, cantando en catalán, y Triquiñuelas al óleo, su debut en castellano, con el que pretendían abrirse al mercado español. Sin embargo, el disco solo vendió 6000 copias, mayoritariamente en Cataluña; y la gira realizada por ciudades españolas en 1995 tampoco alcanzó las expectativas de la banda. Pese a ello, ese mismo año recibieron el premio Ondas como grupo revelación.
En junio de 1996 lanzaron su segundo disco en español, La columna de Simeón, con Adrià Puntí como productor, lo que produjo las tensiones entre los miembros de la banda. Desencuentros que se convirtieron en insostenibles, hasta el punto que en octubre de 1996 la banda anunció su disolución, quedando en el aire un tercer disco firmado por contrato con RCA, además de varios conciertos ya programados.

### Tras la disolución
Tras la separación, Adrià Puntí, ha mantenido una reconocida trayectoria en solitario.
En 2009, coincidiendo con el vigésimo aniversario de la banda, la discográfica Global lanzó un disco de tributo, titulado Més raons de pes, con versiones de temas de la banda a cargo de artistas como Enrique Bunbury, Iván Ferreiro, Amparanoia, Gossos, Love of Lesbian, Mishima y el propio Puntí.

## Discografía
- Tomahawk (1990) (Maqueta)
- Raons de Pes (1991)
- Bamboo Avenue (1992)
- Bordell (1994)
- Triquiñuelas al óleo (1994)
- La Columna de Simeón (1996)

- Datos: Q9091234